# Apple I
Apple I eller Apple 1 var en af de første personlige computere på det offentlige marked. Den blev konstrueret og håndbygget af amerikanerne Steve Wozniak og Steve Jobs.
Computeren blev udbudt til salg i 1976 i til en pris på 666,66 USD, var forsynet med en CPU på 1 MHz og havde en standard hukommelse på 4 KB, som kunne udvides til 8 KB eller 48 KB ved hjælp af udvidelseskort.